# 东滩站 (邹城市)
东滩站是一个京沪线上的铁路车站，位于山东省邹城市中心店镇，建于1944年，目前为五等站，邮政编码为273512。目前客运：办理旅客乘降；不办理行李、包裹托运；不办理货运营业。